# Dactylobatus
Dactylobatus ist eine artenarme Gattung aus der Familie der Echten Rochen (Rajidae), die endemisch im zentralen Atlantik, von der Küste Brasiliens über den Golf von Mexiko bis zur Küste South Carolinas, heimisch sind. Sie sind klein bis mittelgroß und in tieferen Meeresgebieten beheimatet. Dort leben sie hauptsächlich an Kontinentalhängen.

## Merkmale
Nach der Gattungsbeschreibung von Bean und Weed, basierend auf der Erstbeschreibung von Dactylobatus armatus, haben Dactylobatus einen eher rundlichen statt rautenförmigen Körper (bei Dactylobatus clarkii herzförmig). Die mittleren Flossenstrahlen (Strahl 6 bis 8) der Brustflossen (Pectorale) sind auf beiden Seiten zu einem fingerförmigen Fortsatz verlängert (nur Typusart, bei Dactylobatus clarkii fehlend). Die Oberseite der Körperscheibe ist wie die Oberseite des Schwanzes mit Dornen und Stacheln besetzt. Der Bereich mit differenzierten Stacheln in der Nähe des äußeren Randes der Brustflossen wie bei den Arten der Gattung Raja fehlt offenbar. Der Schwanz ist abrupt von der Körperscheibe abgesetzt wie bei Raja und verjüngt sich nicht allmählich wie bei anderen Gattungen wie Rhinobatos und Narcine. Die Hautlappen an den Seiten des Schwanzes sind eher breit. Nahe am Schwanzende befinden sich zwei Rückenflossen (Dorsale), eine rudimentäre Schwanzflosse (Caudale) ist vorhanden. Die Bauchflossen (Ventrale) sind nicht eindeutig zweilappig, ihr äußerer Rand ist nur wenig konkav. Der Schädel mit Rostralknorpel zieht sich wie bei Raja bis nahe der Schnauzenspitze. Die Spitzen der vorderen Brustflossenstrahlen reichen fast bis zur Höhe der Spitze des Rostralknorpel.

## Forschungsgeschichte
Unter den Fischen die 1885 und 1886 vor Charleston (South Carolina) vom Forschungsschiff USS Albatross in tiefem Wasser gesammelt wurden, befanden sich ein männliches und ein weibliches Exemplar einer Rochenart die denen der Gattung Raja zwar ähnlich waren, sich aber durch die verlängerten mittleren Flossenstrahlen der Brustflossen unterschieden. Die Art wurde von Bean und Weed als Dactylobatus armatus erstbeschrieben und die Gattung Dactylobatus neu erstellt. Der Gattungsname Dactylobatus, von dactyl – Finger und lobatus – Lappen, bezieht sich auf den fingerförmigen Fortsatz der Brustflossen.

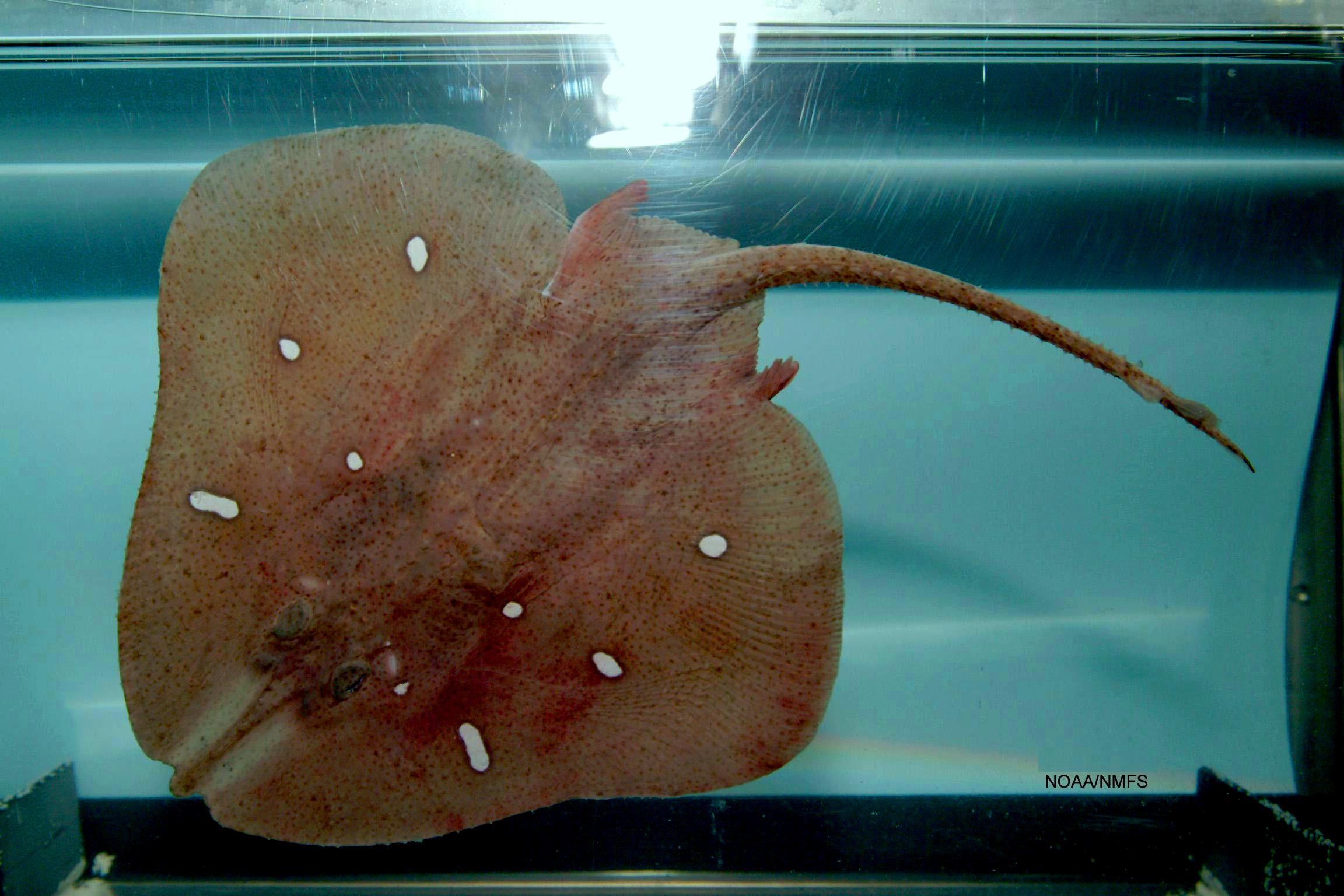
Dactylobatus clarkii

## Arten
Derzeit gibt es nur zwei anerkannte Arten innerhalb dieser Gattung:
- Dactylobatus armatus Bean & Weed, 1909
- Dactylobatus clarkii (Bigelow & Schroeder, 1958)